# Ben Waine
Benjamin Peter „Ben“ Waine (* 11. Juni 2001 in Wellington) ist ein neuseeländisch-englischer Fußballspieler. Er ist auf dem Spielfeld im Sturm beheimatet und führt diese Rolle dort als Mittelstürmer aus.

## Karriere

### Verein
Im September wechselte er aus der Jugend von Wellington Phoenix in deren Reserve-Mannschaft. Ab der Saison 2019/20 wurde er ein fester Bestandteil der ersten Mannschaft. Seit Januar 2023 steht er beim englischen Klub Plymouth Argyle in der League One unter Vertrag.

### Nationalmannschaft
Er war Teil des Kaders der neuseeländischen Mannschaft bei Olympia 2020 und wurde hier in drei Spielen eingesetzt.
Seinen ersten Einsatz im Dress der neuseeländischen A-Nationalmannschaft hatte er Anfang 2022 in der in Katar ausgetragenen OFC-Qualifikation für die Weltmeisterschaft 2022 bei einem 1:0-Sieg über Papua-Neuguinea, dort schaffte er es mit seinem Team bis ins Interkontinental-Playoff, wo man nun jedoch Costa Rica mit 0:1 unterlag. Nebst dem kam er in dieser Zeit auch noch bei ein paar weiteren Freundschaftsspielen zum Einsatz.